# یواس‌اس اکومک (وای‌تی‌ال-۱۸)
یواس‌اس اکومک (وای‌تی‌ال-۱۸) (به انگلیسی: USS Accomac (YTL-18)) یک کشتی بود که طول آن ۹۰ فوت (۲۷ متر) بود. این کشتی در سال ۱۸۹۱ ساخته شد.